# Jörg Spranger
Jörg Spranger (* 1911 in Deggendorf; † 2008) war ein deutscher Kirchenmusiker und Komponist.

## Leben
Jörg Spranger studierte von 1929 bis 1932 an der Kirchenmusikschule in Regensburg. Zu seinen Lehrern gehörten Joseph Renner und Theobald Schrems. Von 1935 bis 1978  wirkte er – mit einer Unterbrechung durch Kriegsdienst und sowjetische Gefangenschaft – als Chordirektor an der Pfarrkirche „Mariä Himmelfahrt“ in Deggendorf. Für seine Verdienste als Kirchenmusiker und Komponist wurde er 1981 mit der Orlando-di-Lasso-Medaille des Cäcilienverbandes ausgezeichnet.

## Werke
Die meisten Kompositionen Sprangers sind geistlichen Charakters und für den Gebrauch im Gottesdienst gedacht.
Die Deutsche Nationalbibliothek zählt in ihrem Deutschen Musikarchiv 75 Titel von Kompositionen Sprangers auf, ferner sieben  durch ihn angefertigte Bearbeitungen. Die Erscheinungsjahre der Werke beginnen 1956 und reichen (mit einem postumen Titel) bis 2009.